# 지방도 제1004호선
지방도 제1004호선(사봉 ~ 내서선)은 경상남도 진주시 사봉면 사봉삼거리와 창원시 마산회원구 내서읍 중리역 교차로를 잇는 경상남도의 지방도이다.
함안군 가야읍에서 군북면에 이르는 구간은 국도 제79호선과 중복되고 있다. 또한 진주시 사봉면에서 함안군 군북면에 이르는 구간은 남해고속도로 정체시 우회도로로 많이 활용되기도 한다.
함안군 가야읍에서 창원시 내서읍에 이르는 구간은 왕복 4차로로, 나머지 구간은 왕복 2차로로 구성되어 있다. 함안군 군북면부터 창원시 마산회원구 내서읍까지 구간은 국가지원지방도 제30호선과 계속 중복된다.

## 연혁
- 2001년 12월 11일 : 함안군 가야읍 도항리 ~ 검암리 2.35km 구간 임시 개통[1]
- 2003년 2월 20일 : 노선 폐지 및 재지정[2][3]
- 2005년 7월 18일 : 함안군 가야읍 검암리 ~ 산인면 신산리 5.5km 구간 개통[4]
- 2005년 8월 11일 : 기존 함안군 가야읍 말산리 ~ 산인면 신산리 7.5km 구간 노선 지정 해제 및 신설된 함안군 가야읍 검암리 ~ 산인면 신산리 5.5km 구간으로 노선 변경[5]
- 2007년 12월 31일 : 함안군 산인면 신산리 ~ 마산시 내서읍 중리 4.473km 구간 부분 개통[6]
- 2008년 1월 10일 : 함안군 산인면 신산리 ~ 마산시 내서읍 중리 구간 개통으로 인해 기존 마산시 내서읍 용담리 400m 구간과 마산시 내서읍 호계리 ~ 중리 1.6km 구간 노선 지정 해제[7]
- 2008년 9월 25일 : 함안군 산인면 신산리 350m 구 지방도 구간 노선 폐지[8]
- 2009년 10월 15일 : 지방도 노선 조정[9]

## 주요 경유지
- 진주시
  - 사봉면 사봉삼거리 - 우곡교 - 사곡삼거리 - 방촌삼거리 - 우곡삼거리 - 사봉초등학교 - 사봉면 행정복지센터 - 추동삼거리 - 봉곡리 - 봉대 교차로 - 사봉농공단지 - 저동삼거리 - 부계리 - 사봉저수지 - 어식재

- 함안군
  - 군북면 어식재 - 원북리 - 태실삼거리 - 원북역 - 하림리 - 하림2교 - 덕대리 - 덕대교 - 유암교 - 군북고등학교 - 군북중학교 - 군북역사거리 - 중암리 - 중암삼거리 - 군북교 - 봉림삼거리 - 소포삼거리 - 오당삼거리 - 소포리
  - 가야읍 사내리 - 가야농공단지 - 가야교 - 관동교 - 도항리 - 함안군산림조합 - 함주교 남단 - 함안버스터미널 - 광복 교차로 - 신함안교
  - 산인면 신함안교 - 송정육교 - 산인삼거리 - 입곡과선교 - 입곡삼거리 - 신매천교 - 모곡리 - 문암삼거리 - 신산교 - 신산리 - 신당삼거리

- 창원시
  - 마산회원구
    - 내서읍 용담리 - 마산제일고등학교 - 죽암삼거리 - 마산대학교 - 죽암교 - 농산물시장 교차로(내서 나들목) - 중리교 - 중리역 교차로 (중리역)

## 중복 구간
- 진주시 사봉면 사봉삼거리 ~ 봉대 교차로 : 지방도 제1037호선과 중복
- 함안군 군북면 태실삼거리 ~ 창원시 마산회원구 내서읍 중리역 교차로 : 국가지원지방도 제30호선과 중복
- 함안군 군북면 군북역사거리 ~ 가야읍 함안군산림조합 : 국도 제79호선과 중복
- 함안군 군북면 군북역사거리 ~ 중암삼거리 : 지방도 제1029호선과 중복
- 함안군 가야읍 함주교 남단 ~ 광복 교차로 : 국도 제79호선과 중복
- 함안군 가야읍 함주교 남단 ~ 창원시 마산회원구 내서읍 중리교 북단 : 국가지원지방도 제67호선과 중복
- 함안군 산인면 산인삼거리 ~ 문암삼거리 : 지방도 제1021호선과 중복

## 도로명
- 진주시 사봉면 사봉삼거리 ~ 함안군 군북면 군북역사거리 : 사군로
- 함안군 군북면 군북역사거리 ~ 중리역 교차로 : 함마대로

## 부실공사 사건
2007년 9월 25일 마산 ~ 함안 구간 확포장공사 당시 죽암교 부근에서 철근 콘크리트 빔 8개가 붕괴되어 공사가 잠시 중단된 적이 있었다. 다행히 인명피해는 없었으나, 부실 공사여부가 밝혀지면서 같은 해 11월 7일 경찰은 시공사와 감독관리사를 형사 입건하여 처벌하기로 방침을 밝혔다.

## 같이 보기
- 함안대로